# Звёздная дата
Звёздная дата (англ. Stardate) — это вымышленная система измерения времени, разработанная для телевизионного и киносериала «Звёздный путь». В сериале использование этой системы дат обычно можно услышать в начале закадровой записи в журнале, например: «Журнал капитана, звёздная дата 41153,7. Наша цель — планета Денеб IV…». Хотя первоначальный метод был вдохновлен юлианской системой дат, используемой в настоящее время астрономами, писатели и продюсеры на протяжении многих лет выбирали числа, используя разные методы, некоторые из которых были более произвольными, чем другие. Это делает невозможным преобразование всех звёздных дат в эквивалентные календарные даты, тем более, что звёздные даты изначально предназначались для того, чтобы не указывать точное время действия «Звёздного пути».

## Оригинальная звёздная дата
Оригинальный Путеводитель по «Звёздному пути» 1967 года (17 апреля 1967 года, стр. 25) инструктировал сценаристов телесериала «Звёздный путь: Оригинальный сериал» о том, как выбирать звёздные даты для своих сценариев. Писатели могли выбрать любую комбинацию из четырёх чисел плюс десятичная точка и стремиться к согласованности в пределах одного сценария, но не обязательно между разными сценариями. Это было сделано для того, чтобы "избежать постоянного упоминания века «Звёздного пути» и избежать «споров о том, разовьется ли то или иное к тому времени». Хотя руководство устанавливает сериал «примерно через двести лет», несколько упоминаний в самом сериале были противоречивыми, и более поздние постановки и справочные материалы в конечном итоге поместили сериал между 2265 и 2269 годами. Второй пилот начинается со звездной даты 1312.4 и последний выпущенный эпизод звездной даты 5928.5. Хотя система датирования для «Звёздного пути: Следующее поколение» будет пересмотрена, пилотная серия «Звёздного пути: Дискавери» следует системе датирования «Оригинального сериала», начиная с звёздной даты 1207.3, которая точно соответствует воскресенью, 11 мая 2256 года.

## Пересмотренная звёздная дата
Последующие сериалы «Звёздный путь» следовали новому числовому соглашению. Сериал «Звёздный путь: Следующее поколение» изменил систему звёздных дат в «Звёздном пути: Руководство сценариста / режиссёра следующего поколения» 1987 года до пяти цифр и одного десятичного знака. Согласно руководству, первая цифра «4» должна обозначать 24 век, а вторая цифра — телевизионный сезон. Остальные цифры могут прогрессировать неравномерно, при этом десятичная точка обычно отсчитывает дни. Звездные даты сериала «Звёздный путь: Глубокий космос 9» начались с 46379,1, что соответствует шестому сезону сериала «Звёздный путь: Следующее поколение», действие которого также происходит в 2369 году. Сериал «Звёздный путь: Вояджер» начался со звездной даты 48315,6 (2371), через один сезон после того, как «Следующее поколение» завершил свой седьмой и последний сезон. Как и в «Следующем поколении», вторая цифра будет увеличиваться на единицу каждый сезон, в то время как первые две цифры в конечном итоге изменятся с 49 на 50, несмотря на то, что 2373 год все ещё приходится на 24 век. Действие фильма «Звёздный путь: Возмездие» происходит около звёздной даты 56844.9. Сериал «Звёздный путь: Дискавери» отправился в 3188 год, что дало звёздную дату 865211,3, что соответствует этому году в этой системе звёздных дат.

## Другие звёздные даты
Дополнительные источники «Звёздного пути» создали свои собственные системы нумерации. Действие MMORPG «Star Trek Online» 2009 года происходит в звёздную дату 86088.58, в 2409 году. Сценарист Роберто Орчи пересмотрел систему для фильма 2009 года «Звёздный путь», так что первые четыре цифры соответствовали году, а остальные должны были обозначать день года, фактически представляя порядковую дату. В первой части кинотрилогии Спок ведет дневник разрушения Вулкана в звёздную дату 2258.42, или 11 февраля 2258 года. «Стартрек: Возмездие» начинается в звездную дату 2259.55, или 24 февраля 2259 года. Фильм «Стартрек: Бесконечность» начинается в звёздную дату 2263.02 или 2 января 2263 года.